# Саковичі (Вілейський район)
Саковичі (біл. вёска Сакоўічы) — село в складі Вілейського району Мінської області, Білорусь. Село підпорядковане Куранецькій сільській раді, розташоване в північній частині області.

## Історія
З 1793 після другого розділу Речі Посполитої Саковичі, як і вся Вілейщина, входила до складу Російської імперії, був утворений Вілейський повіт у складі спочатку Мінської губернії, а з 1843 - Віленської губернії.
У 1921–1945 роках село знаходилось у Польщі, у Вільнюськім воєводстві, Вілейського повіту, у гміні Куранец.

## Населення
- 1866 рік — 52  людини, 6 будинків[2]
- 1921 рік — 73  людини, 12 будинків[3]
- 1931 рік — 96 людини, 19 будинків[4].